# Akcja Europejska
Akcja Europejska – akcja przeprowadzona 30 marca 1943 roku w kawiarni „Europejska” na rogu ulic Wilczej i Marszałkowskiej w Warszawie .

## Historia
Akcję przeprowadził oddział wykonawczy Referatu 993. Zlikwidowano wówczas dwóch oficerów krakowskiego Gestapo, którzy przybyli do Warszawy na spotkanie z podporucznikiem AK, Janem Poznańskim, który aresztowany i torturowany przez Niemców zgodził się pozornie na współpracę z nimi . Na znalezienie dojścia do Komendy Głównej AK dostał dwa tygodnie. Po zwolnieniu i powrocie do Warszawy opowiedział o tym kontrwywiadowi AK. W likwidacji Niemców brali udział m.in. Tadeusz Towarnicki, Leszek Kowalewski i Lucjan Wiśniewski. Strzały w kawiarni zagłuszyła niemiecka orkiestra, która w tym momencie maszerowała ulicą Marszałkowską.